# カナダ出身のメジャーリーグベースボール選手一覧

カナダ出身のメジャーリーグベースボール選手一覧。太字は現役選手、その他は引退選手及びメジャーリーグ以外のリーグでプレーしている選手。同名の選手の場合は右に現役時代の主な守備位置、現役年数の順で示す。

## A
- Jim Adduci（ジム・アドゥチ (1985年生の外野手)）
- Andrew Albers（アンドリュー・アルバース）
- Phillippe Aumont（フィリップ・オーモン）
- John Axford（ジョン・アックスフォード）

## B
- Jordan Balazovic（ジョーダン・バラゾビック）
- Jason Bay（ジェイソン・ベイ）
- Erik Bedard（エリック・ベダード）
- Tyler Black（タイラー・ブラック）
- Denis Boucher（デニス・ブーシェ）
- Matt Brash（マット・ブラッシュ）
- Ryan Braun（ライアン・ブラウン）

## C
- Owen Caissie（オーウェン・ケイシー）
- Stubby Clapp（スタッビー・クラップ）
- Denzel Clarke（デンゼル・クラーク）
- Rheal Cormier（レアール・コーミエ）
- Jesse Crain（ジェシー・クレイン）
- Eric Cyr（エリック・カー）

## D
- Ryan Dempster（ライアン・デンプスター）
- Rob Ducey（ロブ・デューシー）
- Scott Diamond（スコット・ダイアモンド）

## F
- Jeff Francis（ジェフ・フランシス）

## G
- Eric Gagne（エリック・ガニエ）
- Steve Green（スティーブ・グリーン）
- Taylor Green（テイラー・グリーン）
- Vladimir Guerrero Jr.（ブラディミール・ゲレーロ・ジュニア）
- Aaron Guiel（アーロン・ガイエル）

## H
- Rich Harden（リッチ・ハーデン）
- Blake Hawksworth（ブレイク・ホークスワース）
- Jim Henderson（ジム・ヘンダーソン）
- Liam Hicks（リアム・ヒックス）
- Shawn Hill（ショーン・ヒル）

## J
- Fergie Jenkins（ファーガソン・ジェンキンス）
- Mike Johnson（マイク・ジョンソン）
- Edouard Julien（エドゥアルド・ジュリエン）

## K
- Corey Koskie（コーリー・コスキー）
- George Kottaras（ジョージ・コッタラス）

## L
- Charles Leblanc（チャールズ・ルブラン）
- Pete LaForest（ピート・ラフォレスト）
- Adam Loewen（アダム・ローウェン）
- Brett Lawrie（ブレット・ロウリー）
- Chris Leroux（クリス・ラルー）

## M
- Trystan Magnuson（トリスタン・マグナソン）
- Russell Martin（ラッセル・マーティン）
- Scott Mathieson（スコット・マシソン）
- Kirk McCaskill（カーク・マッカスキル）
- Cody McKay（コディ・マッケイ）
- Dave McKay（デーブ・マッケイ）
- Dustin Molleken（ダスティン・モルケン）
- Justin Morneau（ジャスティン・モルノー）
- Jon Morrison（ジョン・モリソン）
- Aaron Myette（アーロン・マイエット）

## N
- Bo Naylor（ボー・ネイラー）
- Josh Naylor（ジョシュ・ネイラー）
- Kevin Nicholson（ケビン・ニコルソン）
- Mike Nickeas（マイク・ニッカース）

## O
- Tyler O'Neill（タイラー・オニール）
- Pete Orr（ピート・オーア）

## P
- James Paxton（ジェームズ・パクストン）
- Tristan Peters（トリスタン・ピーターズ）
- Ron Piche（ロン・ピシュ）
- Nick Pivetta（ニック・ピベッタ）
- Dalton Pompey（ドルトン・ポンペイ）
- Zach Pop（ザック・ポップ）
- Terry Puhl（テリー・プール）

## Q
- Cal Quantrill（カル・クアントリル）
- Paul Quantrill（ポール・クアントリル）

## R
- Ryan Radmanovich（ライアン・ラドマノビッチ）
- Claude Raymond（クロード・レイモンド）
- Scott Richmond（スコット・リッチモンド）
- Chris Robinson（クリス・ロビンソン）
- Jacob Robson（ジェイコブ・ロブソン）
- Jamie Romak（ジェイミー・ロマック）
- Jordan Romano（ジョーダン・ロマノ）

## S
- Erik Sabrowski（エリック・サブロウスキー）
- Michael Saunders（マイケル・ソーンダース）
- Cade Smith（ケイド・スミス）
- Pop Smith（ポップ・スミス）
- Mike Soroka（マイク・ソロカ）
- Max St. Pierre（マックス・サンピエール）
- Matt Stairs（マット・ステアーズ）
- Adam Stern（アダム・スターン）

## T
- Scott Thorman（スコット・ソーマン）
- Abraham Toro（エイブラハム・トロ）
- Rene Tosoni（レーン・トソニ）

## V
- Joey Votto（ジョーイ・ボット）

## W
- Larry Walker（ラリー・ウォーカー）
- Rowan Wick（ローワン・ウィック）
- Nigel Wilson（ナイジェル・ウィルソン）

## Y
- Jared Young（ジャレッド・ヤング）

## Z
- Rob Zastryzny（ロブ・ザストリズニー）
- Jeff Zimmerman（ジェフ・ジマーマン）
- Jordan Zimmerman（ジョーダン・ジマーマン）